# Georges Beaugrand
Georges Beaugrand, né le 24 octobre 1893 à Paris et décédé le 13 septembre 1981 à Vesdun (Cher) est un homme politique français.

## Biographie

### Famille
Georges Beaugrand naît d'un père ouvrier des abattoirs et d'une mère couturière : il exercera lui-même le métier de la viande en parallèle de ses activités militantes.

### Première Guerre mondiale
Soldat durant la Première Guerre mondiale, il est fait prisonnier en septembre 1914 et ne retourne en France qu'en juin 1919. Il reste clandestinement en Bavière quelques mois après l'armistice, durant lesquels il assiste aux réunions des socialistes révolutionnaires de Nuremberg.

### Militant communiste
Georges Beaugrand adhère en 1920 au Parti socialiste et vote pour l'adhésion à la Troisième Internationale à l'occasion du congrès de Tours (novembre-décembre 1920). Il devient en janvier 1921 secrétaire de la section CGT des travailleurs de la viande et conserve des responsabilités syndicales jusqu'en 1940. Il devient secrétaire du premier rayon communiste (Paris et Saint-Denis) en 1924. Il se rend à Moscou en novembre 1927 à l'occasion du premier congrès des Amis de l’Union soviétique.
Il est élu député communiste de la Seine de 1928 à 1932. Antoinette Gilles l'aide dans son rôle. 
Il est élu maire de Gentilly en 1934 puis conseiller général de la Seine (canton de Villejuif) en 1935. 
La Seconde guerre mondiale met fin à sa carrière politique et syndicale. En tant que maire communiste, il est déchu de ses fonctions en février 1940. En disgrâce au sein du Parti communiste à la Libération, il en est exclu en septembre 1944 et n'y est réintégré qu'en 1977. Après-guerre, Georges Beaugrand n'exerce plus que des activités associatives locales et municipales.

### Vie privée
Georges Beaugrand divorce en 1927. Avec Antoinette Gilles, ils vivent ensemble passage Puéblo après s’être rencontré au premier rayon communiste.